# Левін Євген Нісонович
Євген Нісонович Левін (1 квітня 1922, Харків — 1 травня 1993, Харків) — український живописець; член Харківської організації Спілки радянських художників України з 1950 року.

## Біографія
Народився 1 квітня 1922 року в місті Харкові (нині Україна). Протягом 1937—1941 років навчався у Харківському художньому училищі; у 1941 році та у 1944—1949 роках — у Харківському художньому інституті. Був учнем Дмитра Шавикіна.
У 1949—1950 роках викладав у Ворошиловградському художньому училищі. Мешкав у Харкові в будинку на вулиці Культури, № 12. Помер у Харкові 1 травня 1993 року.

## Творчість
Працював в галузі станкового живопису. У реалістичному стилі створював портрети, історичні і батальні картини, натюрморти. Серед робіт:
- «Квіти» (1950-ті; 1956);
- «Голос Миру» (1951, у співавторстві з Леонідом Шматьком);
- «Перемога під Корсунем» (1954);
- «Сорочинська трагедія. 1905 рік» (1955);
- «Знатний сталевар В. Щендригін» (1959);
- «Партизанське з’єднання Сидора Ковпака» (1959—1960);
- триптих «Ми наш, ми новий світ збудуємо…» (1963);
- «Доярка» (1965);
- «Тарас Шевченко у гостях у селян» (1966);
- «Герої праці» (1967);
- «Будови кличуть» (1968);
- «Володимир Ленін» (1968—1969);
- «Літо. Доярки» (1969);
- «До шефів» (1974);
- «У краю рідному» (1975);
- «Господиня ферми» (1975).

Брав участь у республіканських виставках з 1949 року, всесоюзних — з 1950 року, зарубіжних — з 1951 року.

## Вшанування
У 2012 році в Харкові, з нагоди 90-річчя від дня народження художника, на фасаді будинку на вулиці Культури № 12, де протягом 1959—1993 років жив митець, встановлено гранітну меморіальну дошку.